# Опатовець
Опатовець (пол. Opatowiec) — місто в Польщі, у гміні Опатовець Казімерського повіту Свентокшиського воєводства.
Населення — 338 осіб (2011).
У 1975—1998 роках село належало до Келецького воєводства.
Мало міські права у 1271—1869. 1 січня 2019 Опатовець набув міські права став найменшим містом Польщі з 338 мешканцями, замістивши цим Віслицю (500 мешканців у 2018) яка лише впродовж року мала цей титул.
У 2024 році населення міста становить лише 308 мешканців, до того ж, Опатовець є третім за ліком містом Польщі з-поміж тих, що мають найбільше зменшення чисельності населення порівняно з попереднім роком (зменшення на - 2,92%).

## Демографія
Демографічна структура на день 31 березня 2011 року:
|          | Загалом | Допрацездатний вік | Працездатний вік | Постпрацездатний вік |
| -------- | ------- | ------------------ | ---------------- | -------------------- |
| Чоловіки | 159     | 19                 | 117              | 23                   |
| Жінки    | 179     | 21                 | 99               | 59                   |
| Разом    | 338     | 40                 | 216              | 82                   |

## Персоналії
- Сворад (бл. 980 — бл. 1030) — словацький святий, покровитель міста Нітра і Нітрянського єпископства.